# Blacas

Blasone dei Blacas

I Blacas sono un'antichissima casata nobiliare francese, che prende il nome dal castello di Aups (in Provenza).

## Casata di Blacas d'Aulps
Precisamente Blacas è il nome di due antiche casate francesi le quali in successione ebbero la signoria del castello d'Aups in Provenza (scritto ancora nella forma arcaica Aulps nei loro cognomi).
Il primo Blacas, Pietro d'Aulps, si presume abbia partecipato alla prima crociata e abbia avuto relazioni con la casata di Baux, le cui armi sono simili a quelle dei Blacas, ma con i colori all'inverso (questa presunta filiazione è ancora espressa dalle due fasce con le armi di Baux nel blasone dei duchi di Blacas). Già nel XII secolo il nipote Blacacius di Blacas (morto nel 1236), detto "il grande guerriero", annoverava se stesso tra i più valenti cavalieri della corte di Raimondo Berengario IV, conte di Provenza. Sposato a Laura di Castellane, eccelleva come soldato e trovatore. Ebbe tre figli, due con il suo stesso nome e uno chiamato Bonifacio. Blacasset succedette come trovatore al padre, mentre Bonifacio nella signoria di Aulps sposando Ayceline di Moustiers. Da questa unione nacque un altro Blacasset, il quale accompagnò Carlo I a Napoli. Il suo nome venne immortalato da Frédéric Mistral, il quale gli attribuisce la posizione di catena che lega i due "macigni" a Moustiers-Sainte-Marie. Catturato dagli infedeli, si racconta che Blacasset abbia fatto voto, se liberato, di stendere questa catena tra i macigni e appendendervi una stella a sedici punte, emblema della sua famiglia.
La prima casata di Blacas si estinse alla fine del XIV secolo, ma la sua erede, Filippa di Blacas, sposò intorno al 1380 Rostang de Soleilhas (forse un parente in linea maschile) il quale assunse il nome e le armi di Blacas, da cui discende l'attuale famiglia di Blacas.
I signori di Aups lottarono contro questa città dal 1346 al 1712, la quale alla fine vinse, diventando così di diritto dipendente direttamente dal re di Francia. I Blacas possedevano i castelli di Vérignon e di Aups insieme ad altri domini dell'attuale distretto. I membri più noti della famiglia erano Pierre-Louis de Blacas d'Aulps conte e successivamente primo duca di Blacas, Pari di Francia, un rinomato antiquario e ministro del re Luigi XVIII durante la restaurazione borbonica, oltre che un fervente legittimista dopo il 1830.
L'attuale erede del nome e delle armi è Casimir de Blacas d'Aulps, settimo duca di Blacas (nato nel 1943).

## Duchi di Blacas (1821)
Quello di duca di Blacas è un titolo nella Parìa di Francia, creato dall'ordinanza in data 30 aprile 1821 e con regio decreto dell'11 settembre 1824 per Pierre-Louis de Blacas d'Aulps, unico figlio vivente di Alexandre-Pierre de Blacas, signore di Aulps, Vérignon, Fabrègues, ecc., cavaliere di San Luigi (noto come le marquis de Blacas). 
Condusse il gabinetto francese dal 13 maggio 1814 al 19 marzo del 1815, durante la prima restaurazione. Già il 17 agosto 1815, il primo duca veniva fatto Pari ereditario (senza specifico rango), e conte di Blacas nella paria di Francia tramite l'ordinanza in data 31 agosto 1817 ma, non essendo stato regolamentato da lettere patenti, questo precedente titolo comitale non divenne ereditario. Nel 1830 si rifiutò di riconoscere Luigi Filippo come re dei francesi, perdendo così il suo seggio nella Casa dei Pari. 
Successivamente ricevette, tramite diploma in data 23 giugno 1838, il titolo austriaco di Principe, ereditario in linea maschile (con il titolo di conte per figli cadetti).
- Pierre-Louis de Blacas d'Aulps, conte e 1º duca di Blacas, 1º principe di Blacas (1771-1839)
- Louis de Blacas d'Aulps, 2º duca di Blacas, 2º principe di Blacas (1815–1866), figlio del 1º duca
- Casimir de Blacas d'Aulps, 3º duca di Blacas, 3º principe di Blacas (1847-1866), figlio del 2º duca
- Pierre de Blacas d'Aulps, 4º duca di Blacas, 4º principe di Blacas (1853-1937), fratello del 3º duca
- Stanislas de Blacas d'Aulps, 5º duca di Blacas, 5º principe di Blacas (1885-1941), figlio del 4º duca
- Pierre de Blacas d'Aulps de La Baume-Pluvinel, 6º duca di Blacas, 6º ptincope di Blacas (1913-1997), figlio del 5º duca
- Casimir de Blacas d'Aulps, 7º duca di Blacas, 7º principe di Blacas (1943-), figlio del 6º duca

Il legittimo erede è l'attuale marchese e figlio unico Louis-Stanislas de Blacas d'Aulps.
La residenza della famiglia è adesso il Castello di Ussé (Indre-et-Loire), ereditato nel 1885.

## Blasone
Argento con stella rossa a sedici punte. Due fasce rosse, una stella a sedici punte argento, attraversata in saltire dietro lo scudo sormontato da una corona principesca, sostenuta da due uomini selvaggi al naturale, sotto il mantello e la corona ducale di un Pari di Francia (mantello azzurro rigato con ermellino e orlato in oro). Motto: PRO DEO, PRO REGE. Cimiero: una quercia verde issuant da una corona baronale francese al naturale. "Grido di guerra": VAILLANCE.
Secondo Frédéric Mistral, il cimiero di famiglia è parlante perché blacas significa anche "quercia bianca" in provenzale.